# Berea (Ohio)
Pour les articles homonymes, voir Berea.
Berea est une ville située dans le comté de Cuyahoga, dans l'État de l'Ohio aux États-Unis.
Sa population était estimée à 19 093 habitants lors du recensement de 2010, ce qui donne une densité de 1 326 hab/km2.
Berea s'est autoproclamée capitale mondiale de la meule, qui est également le symbole de la ville, rendant ainsi hommage aux nombreuses meules sorties de ses carrières.

## Galerie

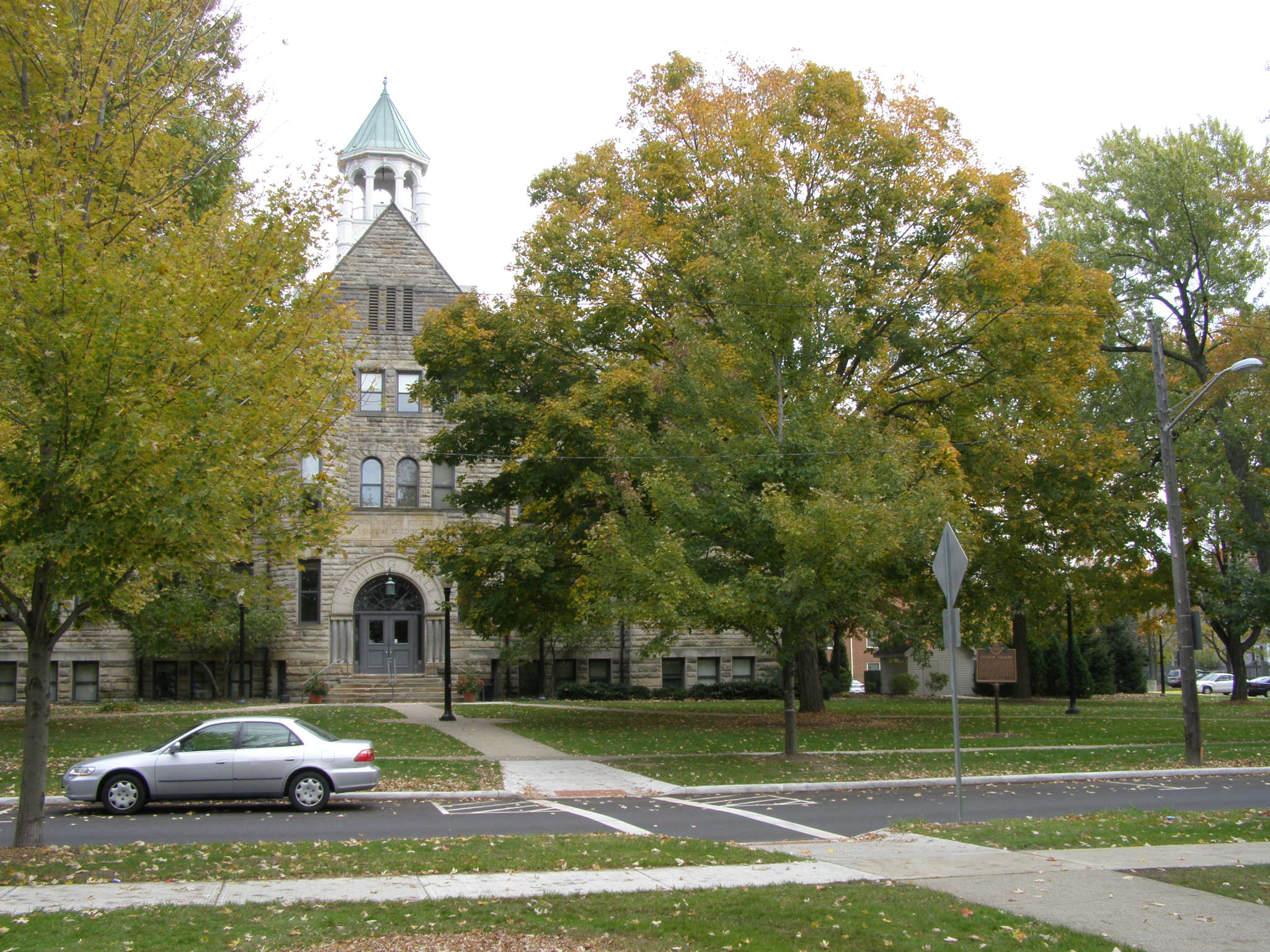
Lyceum Square, site originel du Lyceum Village et du Wallace College
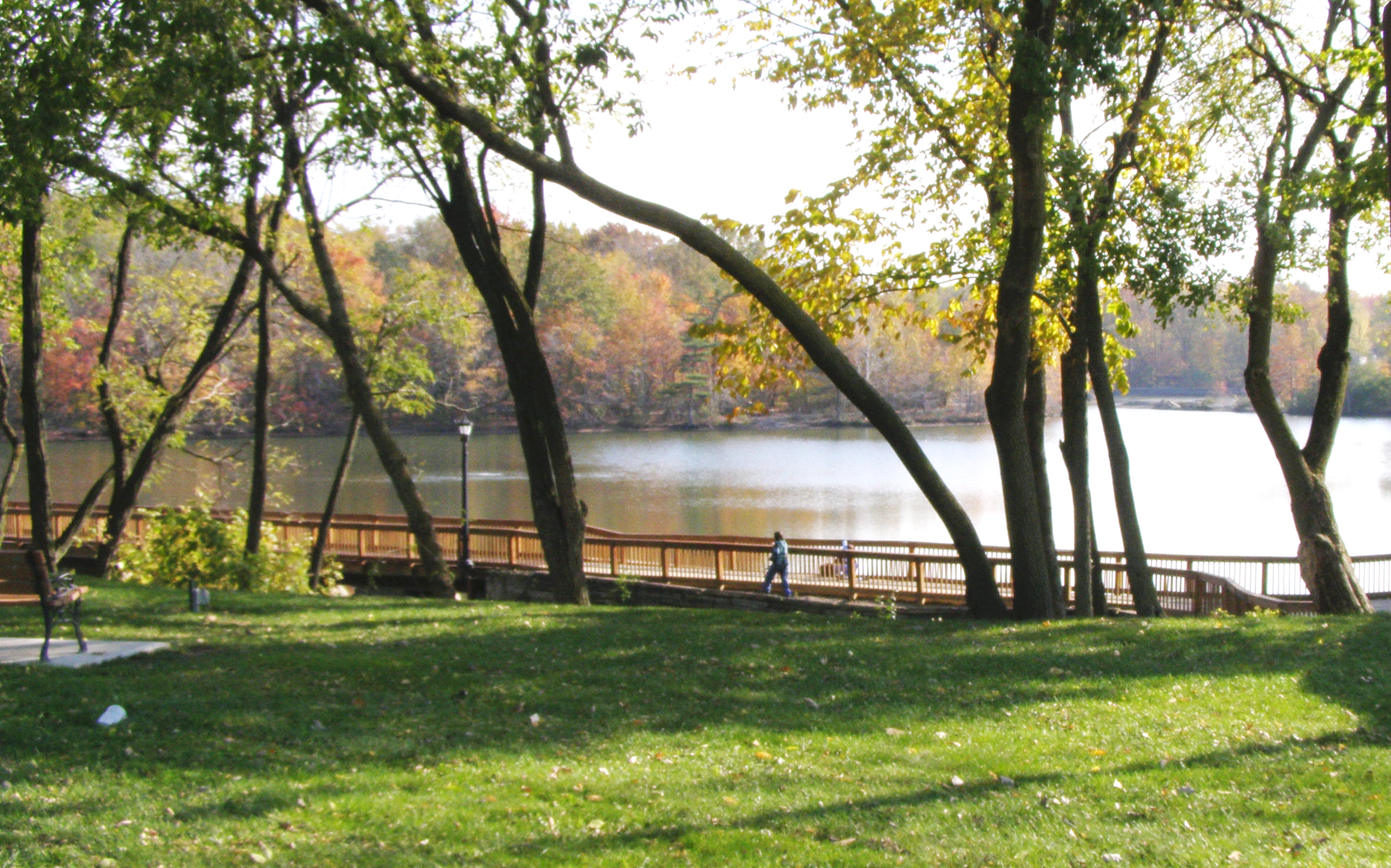
La grande carrière (The Big Carry), transformée en lac